# Aberchalder
Aberchalder (Schots-Gaelisch: Orbar Chaladai) is een klein dorpje aan de noordelijke oevers van Loch Oich in de Schotse Hooglanden.

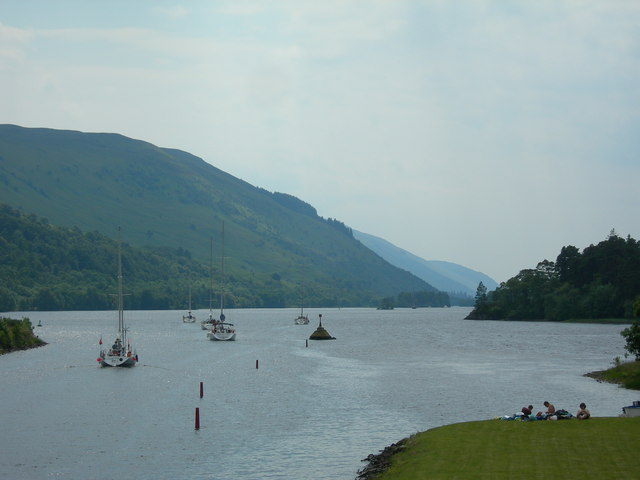
Loch Oich
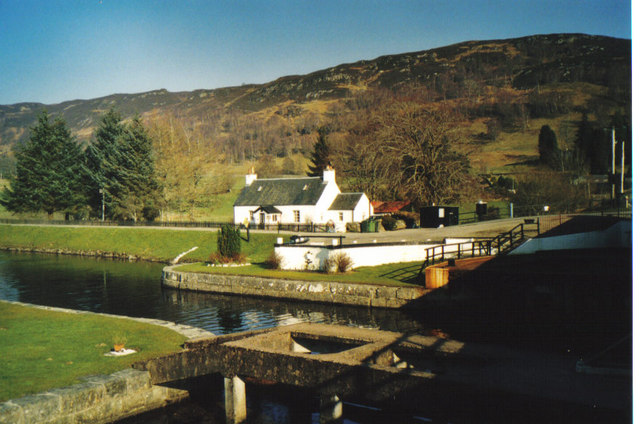
Sluiswachterscottage bij Aberchalder